# Нишапур
Нишапу́р (перс. نیشابور‎ — Neyšâbur) — город в Иране, второй по величине город северо-восточной иранской провинции Хорасан-Резави. Население — 276 089 человека (2011). Расположен в северо-восточной части страны, в 670 км к востоку от Тегерана у автодороги A-83. Родной город Омара Хайяма.

## История
Основан, вероятно, шахиншахом Шапуром I в середине III века и перестроен Шапуром II в следующем столетии. Первоначально назывался Абаршехр (в арабских источниках — Абрашехр), как и область, центром которой он был. Нынешнее название, предположительно, происходит от персидского нев-шапур — «новый [город] Шапура». С V века Нишапур был местопребыванием несторианского епископа Персии. Он был важен и для зороастрийцев, поскольку в близлежащих горах был расположен один из великих священных огней — Адур-Бурзен-Михр.
В 650/651 г. марзпан Нишапура подчинился вторгнувшимся в Хорасан арабам, выплатив 700 тысяч дирхемов и 400 вьюков шафрана в качестве дани. В 748 году Абу Муслим установил в Хорасане власть Аббасидов. После убийства Абу Муслима халифом (755) в Нишапуре и Рее вспыхнуло восстание во главе с Сунбадом, вскоре подавленное.

### Расцвет

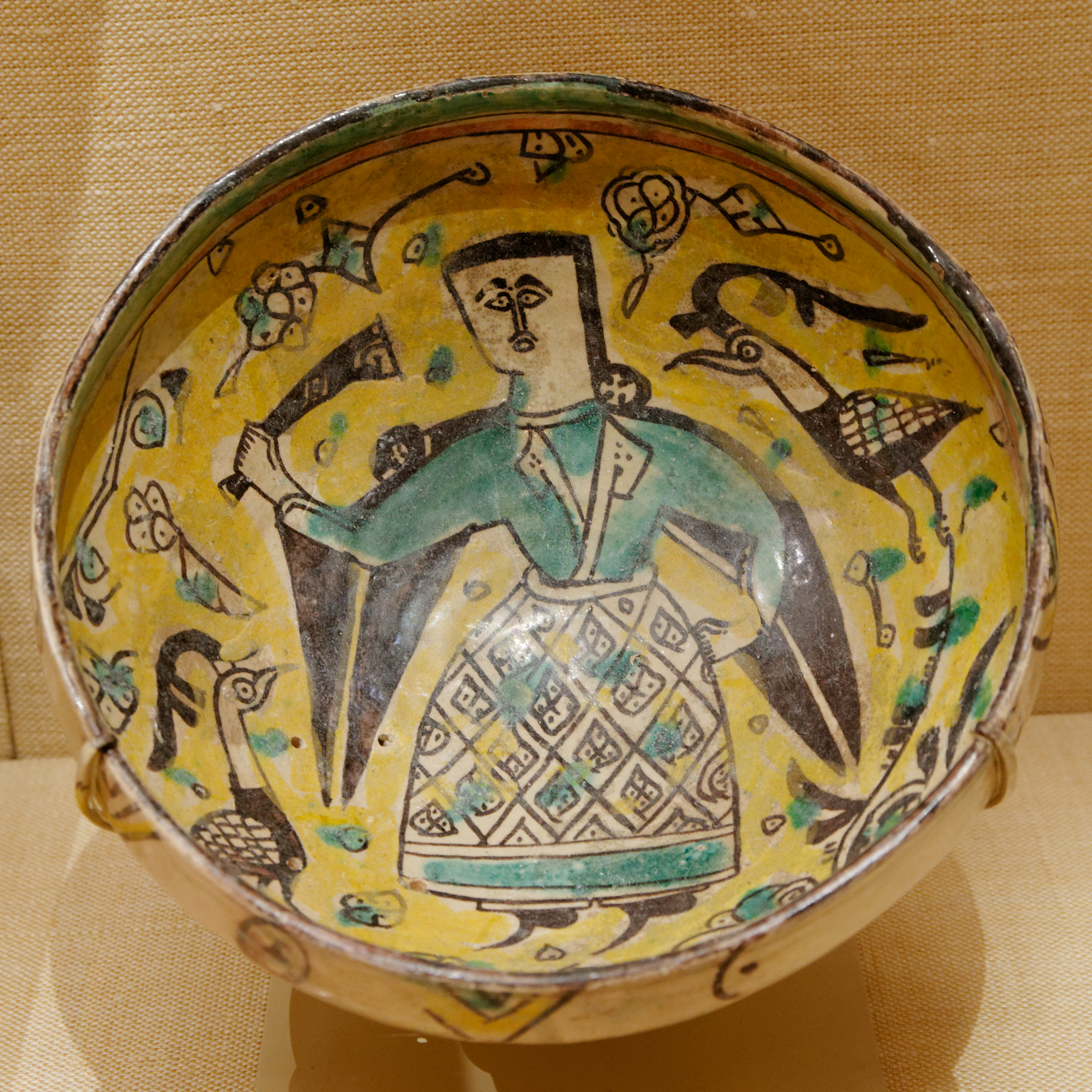
Чаша. X век. Фаянс, полихромная роспись, глазурь. Метрополитен-музей, Нью-Йорк.

При первых арабских наместниках главным городом Хорасана был Мерв, а Нишапур приобрёл значение после переноса сюда столицы Абдаллахом ибн Тахиром (в 830—844 годах) и сохранял его до монгольского нашествия. Саффариды, низложившие в 873 году Тахиридов, сделали Нишапур своей резиденцией. При Саманидах (в 900—999 годах), столицей которых стала Бухара, Нишапур был местом пребывания наместников Хорасана — гражданского (амид) и военного (сипехсалар).
В X веке Нишапур был крупнейшим и одним из наиболее экономически развитых городов Ирана. Он занимал площадь около 40 км². По аль-Мукаддаси, в городе было 44 квартала, некоторые по площади равнялись половине Шираза. Нишапур был населённее Багдада, вмещая несколько сот тысяч жителей. Он был главным рынком и складским местом для товаров Горгана, Кермана, Рея, Синда, Фарса и Хорезма. Крупная торговля велась на Большом базаре (мурабба’ат ал-кабира) к востоку от соборной мечети и Малом базаре (мурабба’ат ас-сагира) к западу от неё. Нишапур был известен своими шёлковыми и хлопчатобумажными тканями, которые экспортировались даже за пределы исламских стран. Наиболее влиятельными в городе были ремесленные корпорации изготовителей шапок и верёвок, торговцев шёлком-сырцом и шёлковыми тканями. Тем не менее, по наблюдению аль-Мукаддаси, «улицы грязны, ханы (караван-сараи) в беспорядке, бани нечистые, лавки скверные и стены неровные […] В нём мало зелени для еды и дров, тяжёлые заработки и дороговизна».

### Газневиды, сельджуки, хорезмшахи
С падением государства Саманидов в 999 году Хорасан вместе с другими областями к югу от Амударьи был захвачен Махмудом Газневи. После поражения газнийского султана Масуда от сельджуков Тогрул-бека последние без боя заняли город в 1038 году. Нанеся в 1040 году поражение Масуду в битве под Данданаканом, Тогрул-бек твёрдо воцарился в Нишапуре. Его племянник Алп-Арслан также пребывал там некоторое время, но султан Санджар сделал своей столицей Мерв. В 1142 году город временно захватил хорезмшах Атсыз. В 1153 году город подвергся опустошительному нашествию кочевников-огузов, восставших против Санджара. Огузы разграбили Нишапур и разрушили его до основания. Новый город возник к западу, в предместье Шадьях (Шайкан), выстроенном ещё Абдаллахом ибн Тахиром. Командир гулямов Санджара Муаййид ад-Дин Ай Аба расширил и укрепил Шадьях, что позволило ему контролировать бо́льшую часть Хорасана до своей смерти в 1174 году. Благодаря удачному географическому положению Нишапур достиг былого процветания в том же столетии. По словам географа Якута аль-Хамави, побывавшему здесь в 1216 году, он был как бы залом всего востока, и караваны не могли миновать его. В 1187 году Нишапур занял хорезмшах Текеш. В 1208 или 1209 году город был вновь разрушен, на этот раз мощным землетрясением, затронувшим весь Хорасан.

### Эпоха монгольских завоеваний
В 1220 под Нишапуром появились войска Джэбэ и Субэдэя, монгольских нойонов, преследовавших хорезмшаха Ала ад-Дина Мухаммеда. Они передали наместникам Хорасана копию ярлыка Чингис-хана с приложением ал-тамги («алой печати»). От жителей требовалось изъявить покорность немедленно по прибытии войска Чингис-хана. Однако горожане оказали сопротивление подошедшей в ноябре 1220 года 10-тысячной армии Тогачара, зятя Чингис-хана, и монголы отступили, но лишь после того, как Тогачар был убит. Сын Чингис-хана Толуй появился перед городом со столь внушительным войском и грозными осадными орудиями, что нишапурцы пали духом и решили обговорить условия сдачи. Но их предложения были отвергнуты, и в среду, 7 апреля 1221 года началось монгольское наступление. В субботу город был взят штурмом. Жители были выгнаны в открытое поле, и чтобы отомстить за смерть Тогачара, было приказано «разрушить город до самого основания, чтобы это место можно было перепахать; и чтобы во исполнение мести в живых не осталось даже кошек и собак» (Джувейни). Исключение составили 400 ремесленников, уведённых в плен.
Нишапур был восстановлен, но очередное разрушительное землетрясение, произошедшее около 1270 года, заставило жителей покинуть Шадьях. Город был отстроен заново, на новом месте, и посетивший его около 1332 года Ибн Баттута называет Нишапур одним из четырёх центров Хорасана. После смерти Абу Саида, последнего самостоятельного ильхана государства Хулагуидов (1335) Северный и Западный Хорасан перешёл в руки группировки эмиров во главе с Аргуншахом, внуком Ноуруза. В Нишапуре и других городах Хорасана проповедовал Хасан Джури, ученик шейха Халифэ. Его последователи, известные как сербедары, подняли против монгольской власти восстание и образовали самостоятельное государство в центром в Себзеваре, недалеко от Нишапура. В 1381 году сербедары добровольно подчинились Тимуру, вследствие чего Нишапур не испытал тягот войны. Очередное разрушительное землетрясение в 1405 году привело к тому, что город был перенесён северо-западнее[уточнить], на место его нынешнего расположения.

### Упадок
Герат при Тимуридах и Мешхед при Сефевидах имели бо́льшее значение в регионе, но Нишапур оставался довольно значительным городом до XVIII века, хотя и пострадал от нападений кочевых узбеков в конце XVI века. В 1750/1751 году был разрушен афганским Ахмад-шахом, взявшим город после шестимесячной осады. Ахмад-шах отдал город тюркскому князю Аббас-Кули-хану, который принял меры к его восстановлению. В конце 1796 году Нишапур перешёл под власть Каджаров. Европейские путешественники XIX века описывают плачевное состояние стен и построек города и общий экономический упадок: ткани изготовлялись лишь для местного потребления, а единственным предметом экспорта была бирюза. Население также было немногочисленным: в 1821 году — 5000 (Фрэйзер), в 1845 году — 8000 (Ферье), в 1889 году — 10000 (Кёрзон).

### XX век
До 1930-х годов город был окружён остатками стен, снесёнными по приказу шаха Реза Пехлеви. Старейшая часть современного Нишапура — застройка, произведённая после землетрясения 1405 года. Соборная мечеть датируется 1493/1494 г.

## Археология
Джозеф Аптон, Уолтер Хаузер и Чарлз Уилкинсон из нью-йоркского Метрополитен-музея вели раскопки в 1935—1940 гг. и зимой 1947/1948. По соглашению с правительством Ирана, половина находок переходила Иранскому национальному музею. В кургане, носящем название Сабз Пушан (перс. «зелёная гора»), был открыт жилой район IX—XII вв.; в Тепе Медресе был обнаружен большой жилой район того же периода с мечетью и, предположительно, дворцом правителей IX в. В 1995—2005 гг. иранские археологи проводили раскопки в Шадьяхе; в 2005 и 2006 годах французская экспедиция исследовала кухендиз — цитадель средневекового Нишапура.

## Историческое значение Нишапура для Ирана
Нишапур в то время, когда правили Аббасиды, был крупным центром науки и давал исламскому миру новые знания. Он слыл средоточием высокой культуры, в нём родились и жили ведущие ученые, стихотворцы, знатоки исламской веры. Высокоразвитую нишапурскую культуру сразили наповал и полностью уничтожили монголы, разорив город. После их нашествия остатки города сотрясли мощные землетрясения. Однако Нишапур не прекратил свое существование и дожил до наших дней, растя и развиваясь. Он превратился в крупный промышленный центр, играющий важную роль в экономической жизни страны. В нём великолепная природа, много исторических и культурных достопримечательностей, он находится на весьма важном месте, где пролегал маршрут Великого шелкового пути. ЮНЕСКО включило Нишапур в Список всемирного культурного наследия в качестве города с весьма древнею историей. Нишапур вскормил в своих городских стенах важнейших людей для иранской истории, например, шейх Аттар Нишапури, математик и поэт Омар Хайям, художник Камал-ад-Дин.

## Достопримечательности
Нишапур также широко известен из-за того, что в нём добывают бирюзовый камень высокого качества. Эта добыча берет начало много веков назад. Бирюза издревле вывозилась и вывозится и сегодня во многие страны мира. Минералоги убеждены, что добываемая в Нишапуре бирюза по качеству не имеет себе равных на свете.
Весьма важная городская достопримечательность — мавзолей Омара Хайяма, великого персидского поэта. Он расположен в саду, где растут высокие сосны. Во время жизни Омара Хайяма этот сад располагался в нишапурском квартале Шадъях. В саду сегодня есть музей и гостиница. Мавзолей Хайяма был построен в 1962 г., а спроектировал его инженер Хушенг Сейхун. Мавзолей состоит из колонн, которые наклонены друг к другу и сходятся друг с другом в самом верху, а на них поставлен купол в форме цветка. Колонны отделаны красивыми изразцами, на которых можно видеть чрезвычайно красивые цветочные узоры и надписи. В 1976 г. мавзолей включен в Список объектов культурного наследия Ирана. В Нишапуре также расположен мавзолей Фариду-д-Дина Аттара, весьма плодотворного иранского поэта и прозаика. Первый мавзолей для него был построен ещё в XIV веке главным судьею Нишапура по имени Яхъя ибн Саад. Алишер Навои, министр при последнем правителе Тимуридов, построил новый мавзолей, который со временем разрушился, но в 1962 г. усилиями иранских архитекторов был восстановлен. У современного мавзолея есть красивые цветные изразцы с узорами цветов, кустов, геометрических фигур.
В окрестностях Нишапура, в деревне Чубин (букв.: Деревянная), есть деревянная мечеть с двумя минаретами, устойчивая к землетрясениям, которая по форме напоминает опрокинутый корабль.
Около Нишапура, в Нишапурской степи, есть заповедник Раиси, площадью 50 тыс. га, частично покрытый саксаулом. В нём водятся газели, волки, лисицы, дикие кошки, зайцы, разнообразные виды змей, соколы, орлы, куропатки и т. д..

## Демографическая динамика
Динамику населения Нишапура можно проследить на основе данных четырёх последних иранских переписей. Оно составило 158,8 тыс. человек в 1996 г., 208,8 тыс. в 2006 г., 239,2 тыс. в 2011 г. и 264,4 тыс. в 2016 г. Среднегодовые темпы общего роста населения оказались равны 2,78 % за 1996—2006 гг., 2,76 % за 2006—2011 гг. и 2,02 % за 2011-16 гг., то есть, после 2011 г. весьма высокие темпы роста, близкие к 3 %, начинают резко падать, что связано с быстрым падением рождаемости.

## Экономика

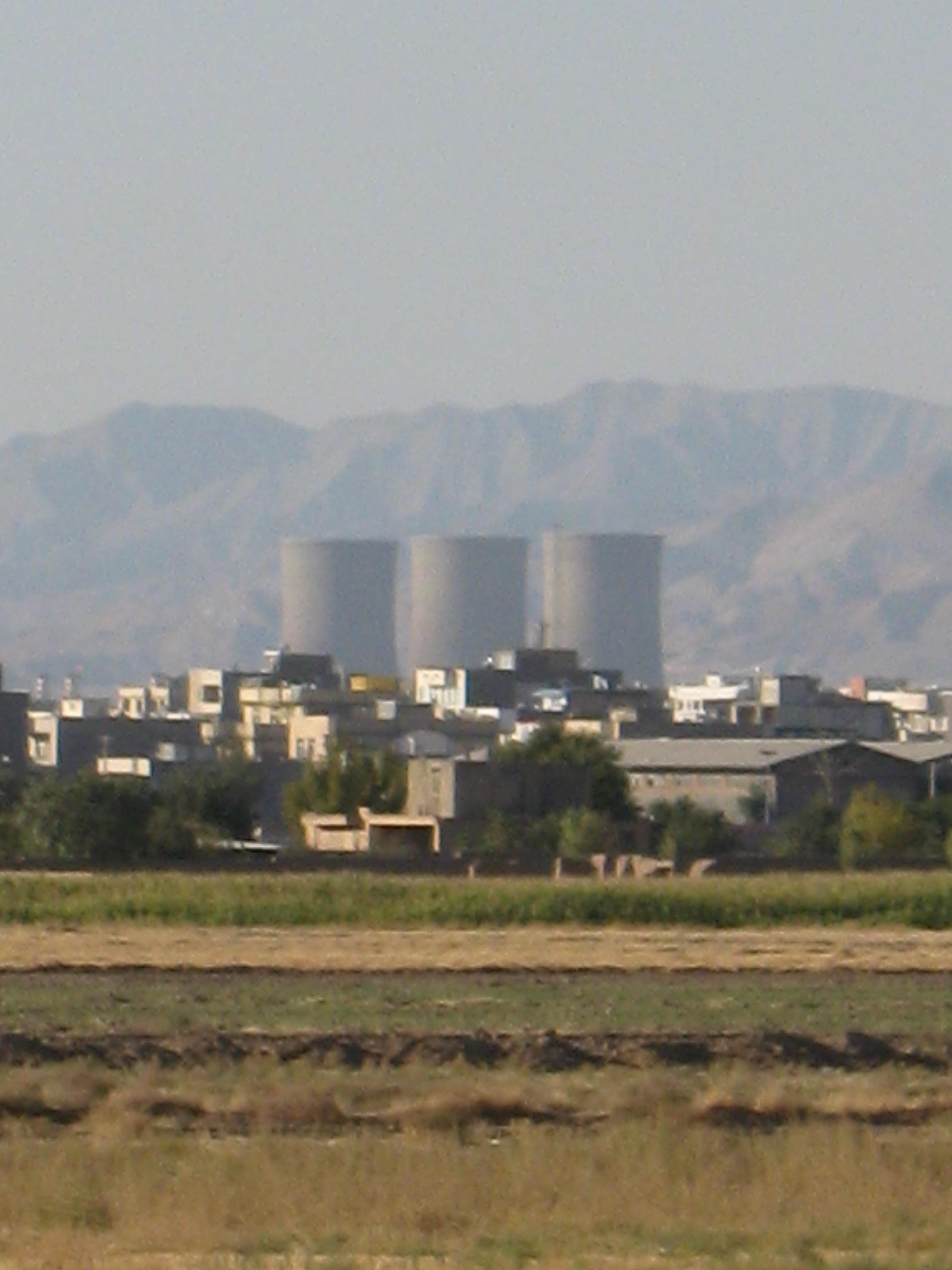
Теплоэлектростанция комбинированного цикла
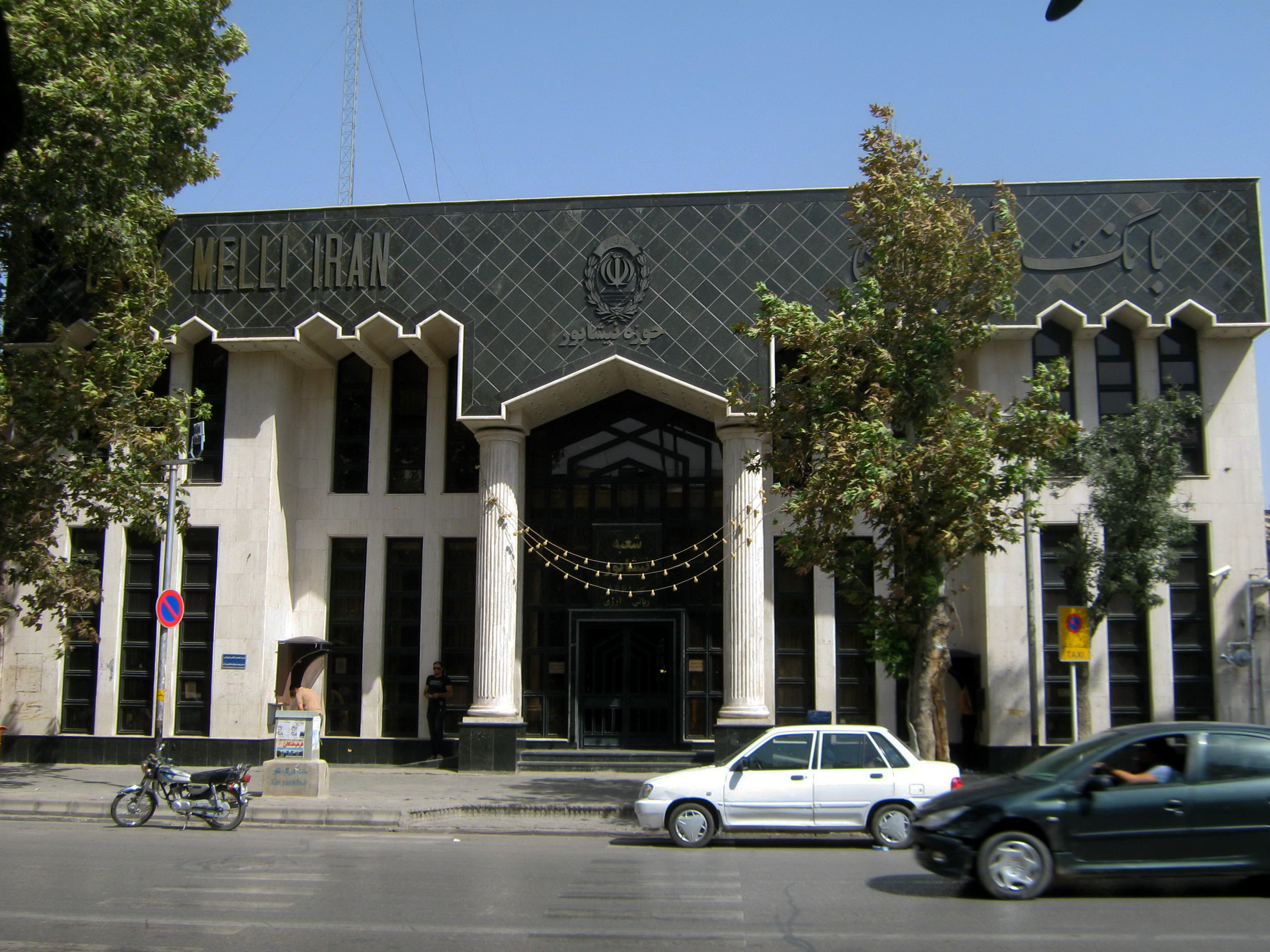
Bank Melli Iran центральный офис

Является центром района орошаемого земледелия. Выращиваются хлопчатник, масличные культуры, плодовые деревья, виноград. Развиты животноводство, пищевая промышленность и кожевенное производство. В окрестностях города ведётся добыча бирюзы.

## Транспорт

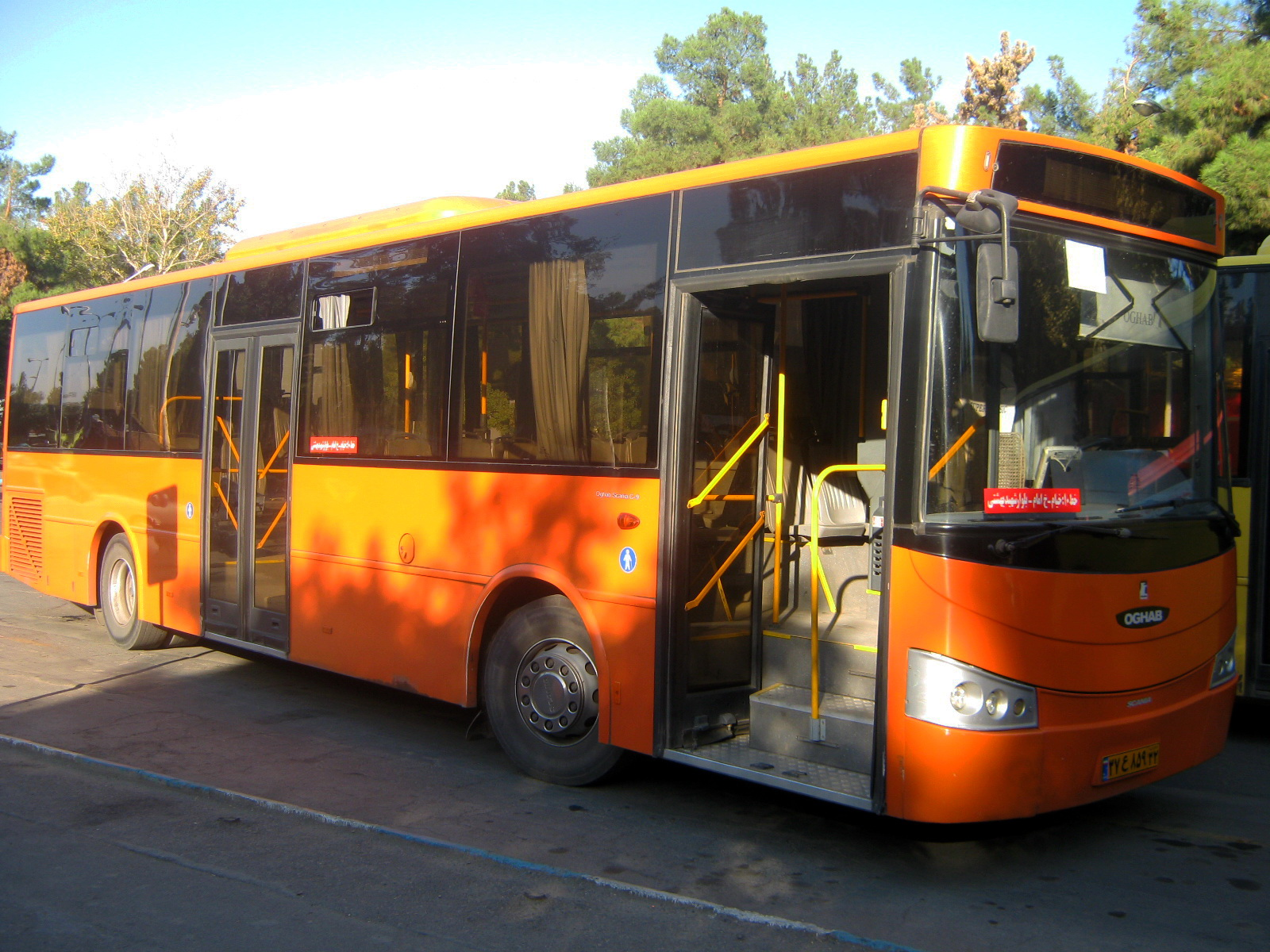
Автобус марки Oghab
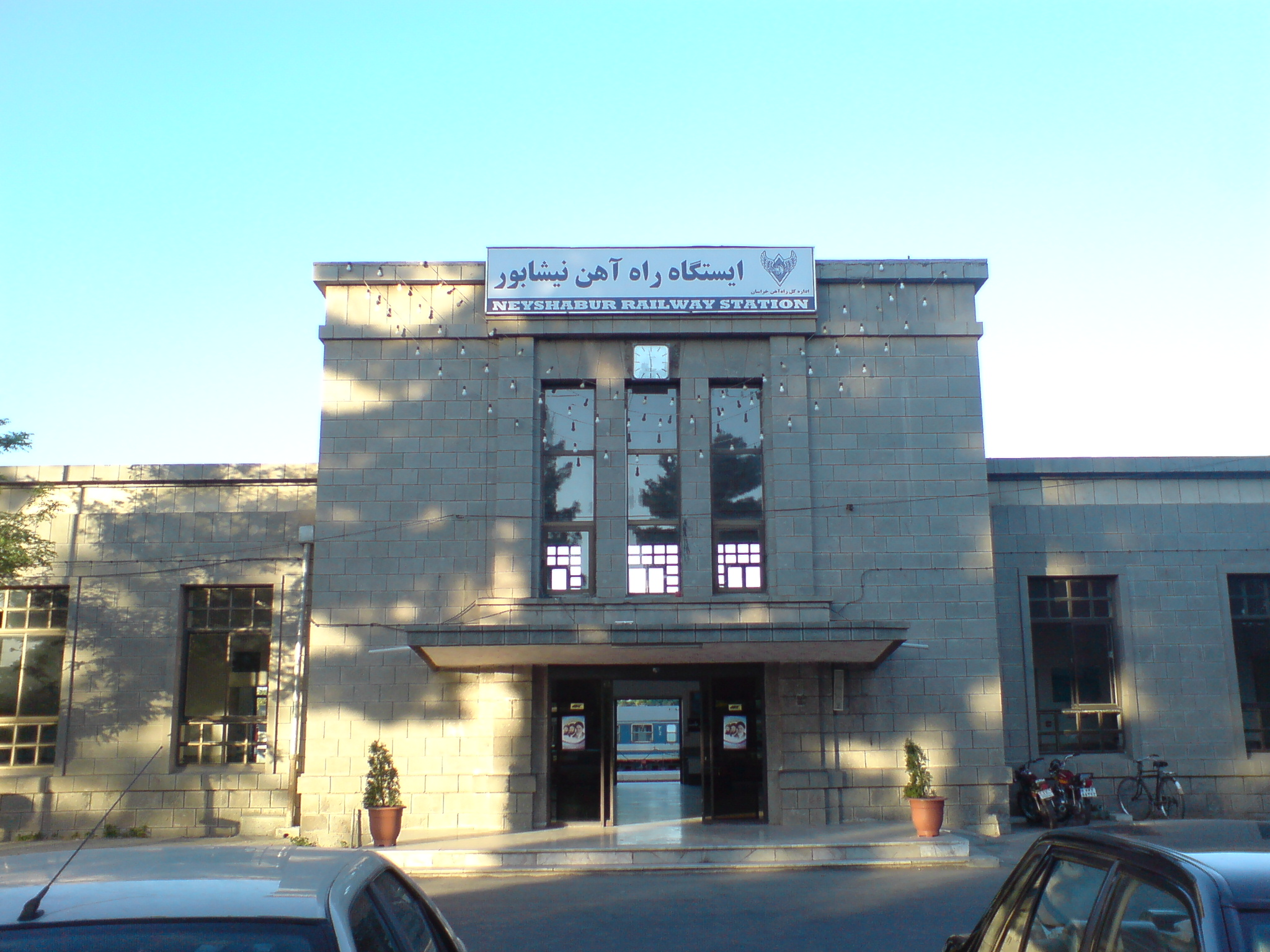
Железнодорожный вокзал

Городской общественный транспорт представлен автобусом.
Есть железнодорожная станция с вокзалом.

## Образование
Действуют Нишапурский университет и филиал Исламского университета Азад.

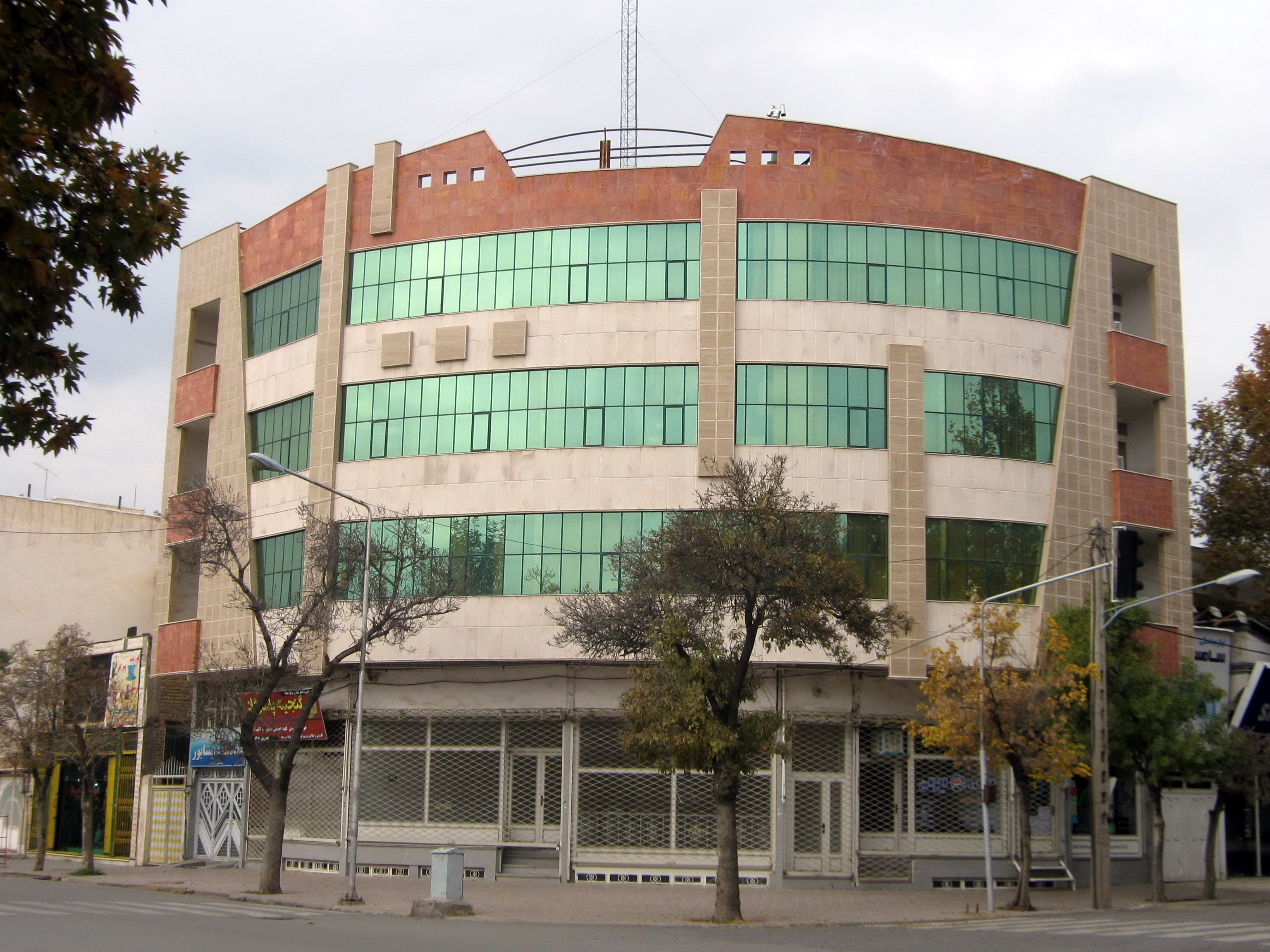
Один из корпусов Нишапурского университета
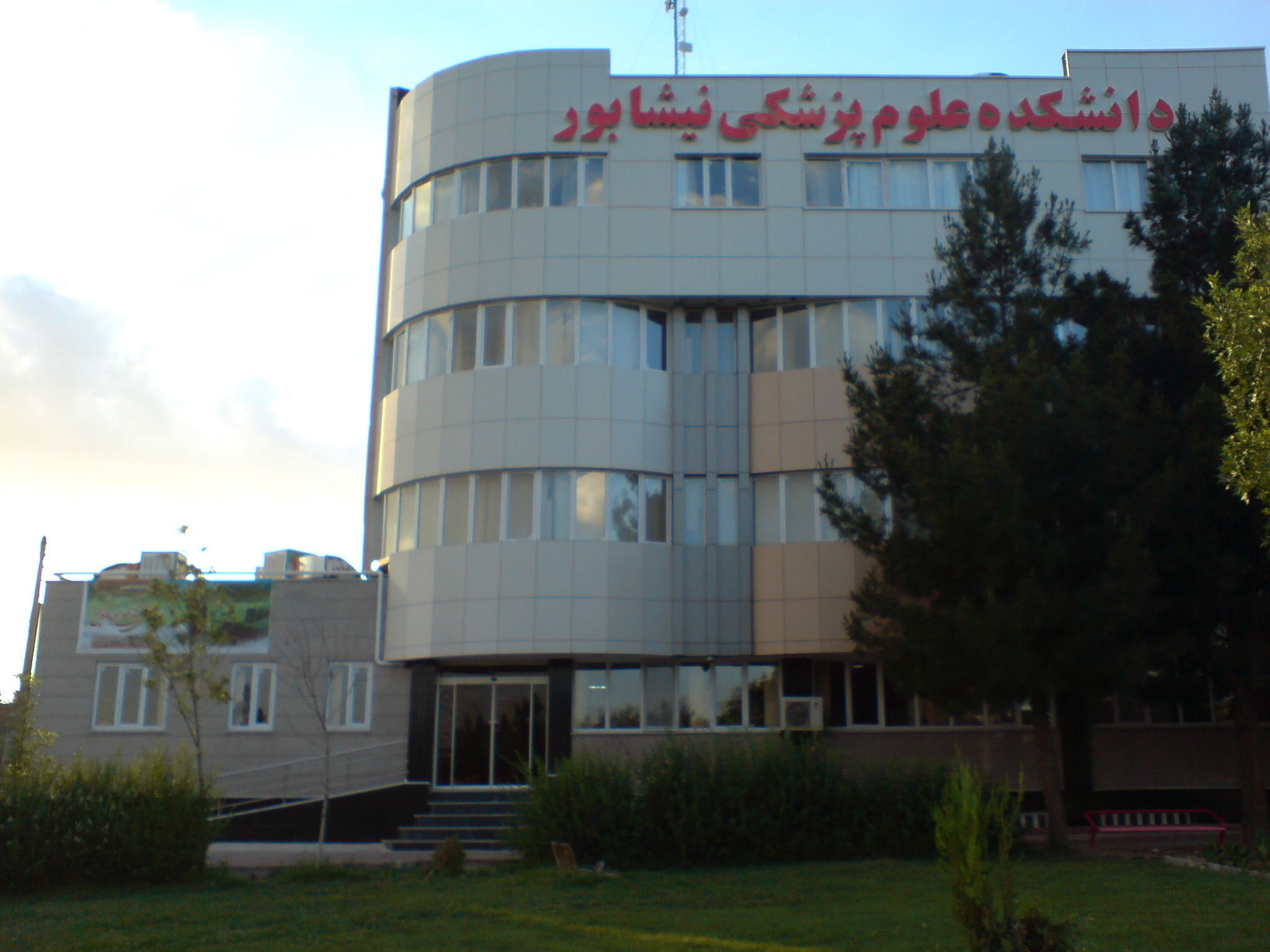
Медицинский колледж Нишапура
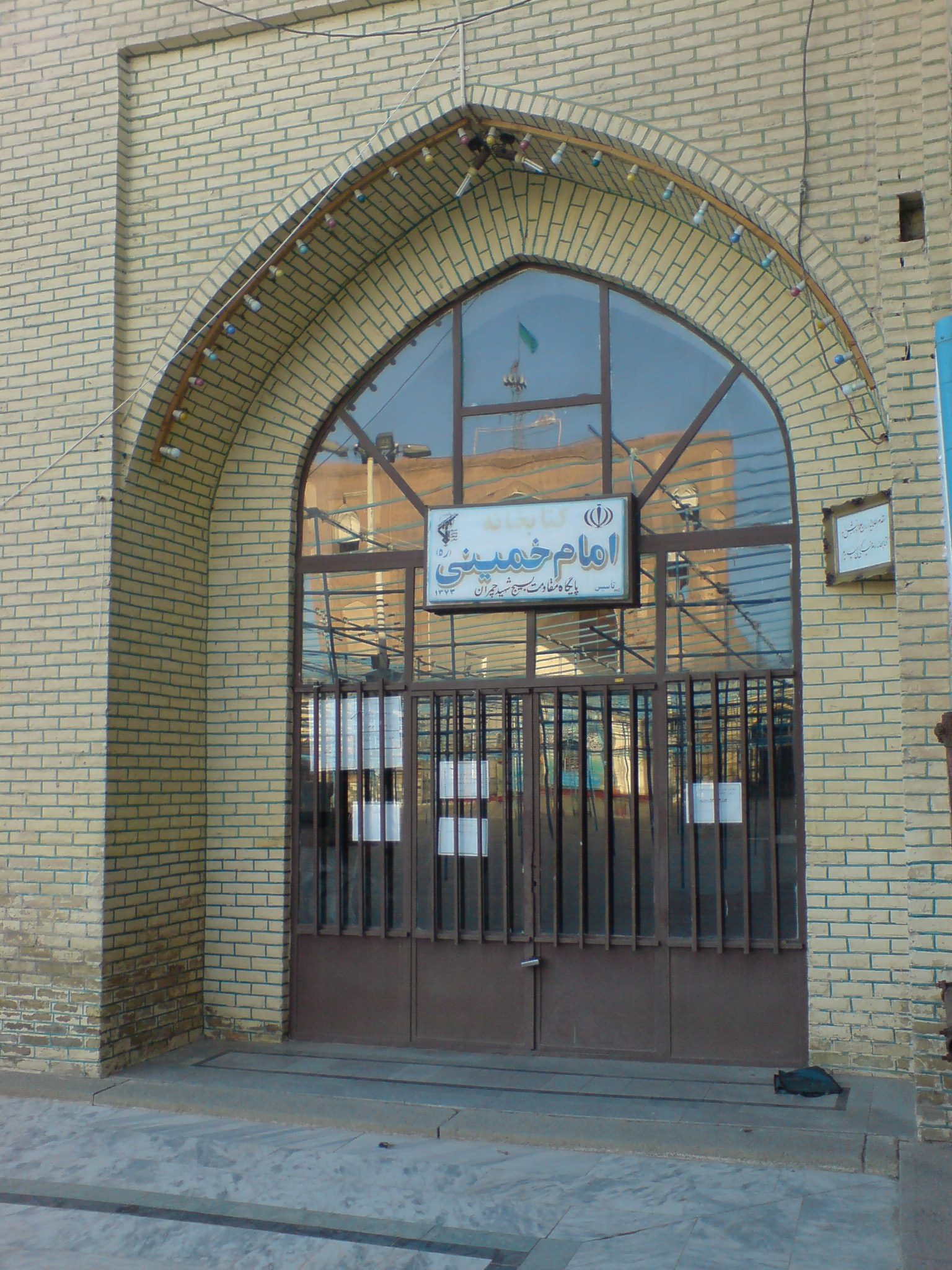
Библиотека имама Хомейни
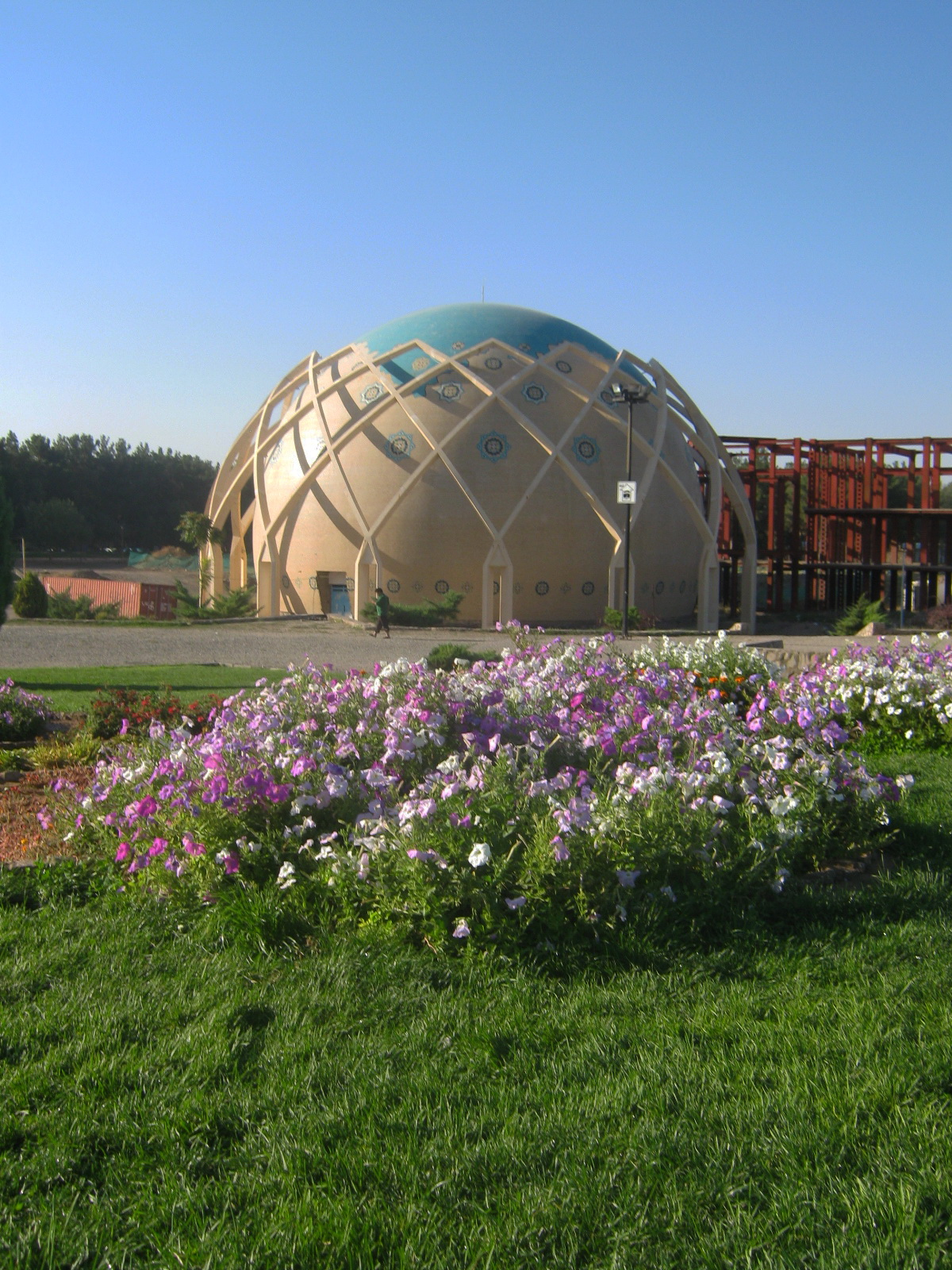
Планетарий Омара Хайями

## Музеи
- Нишапурский городской музей
- Музей Омара Хайяма
- Аббасидский караван-сарай Нишапура

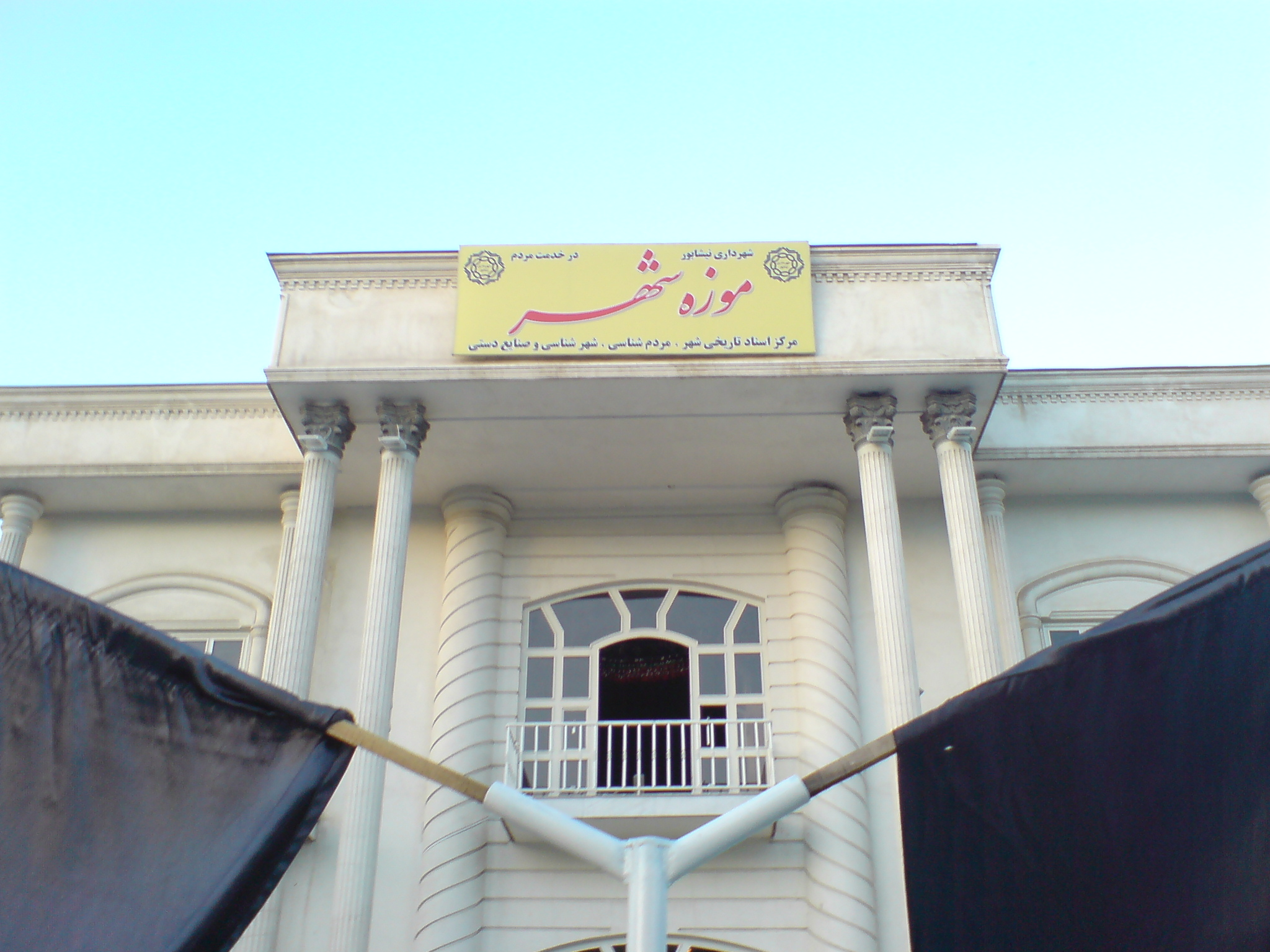
Городской музей
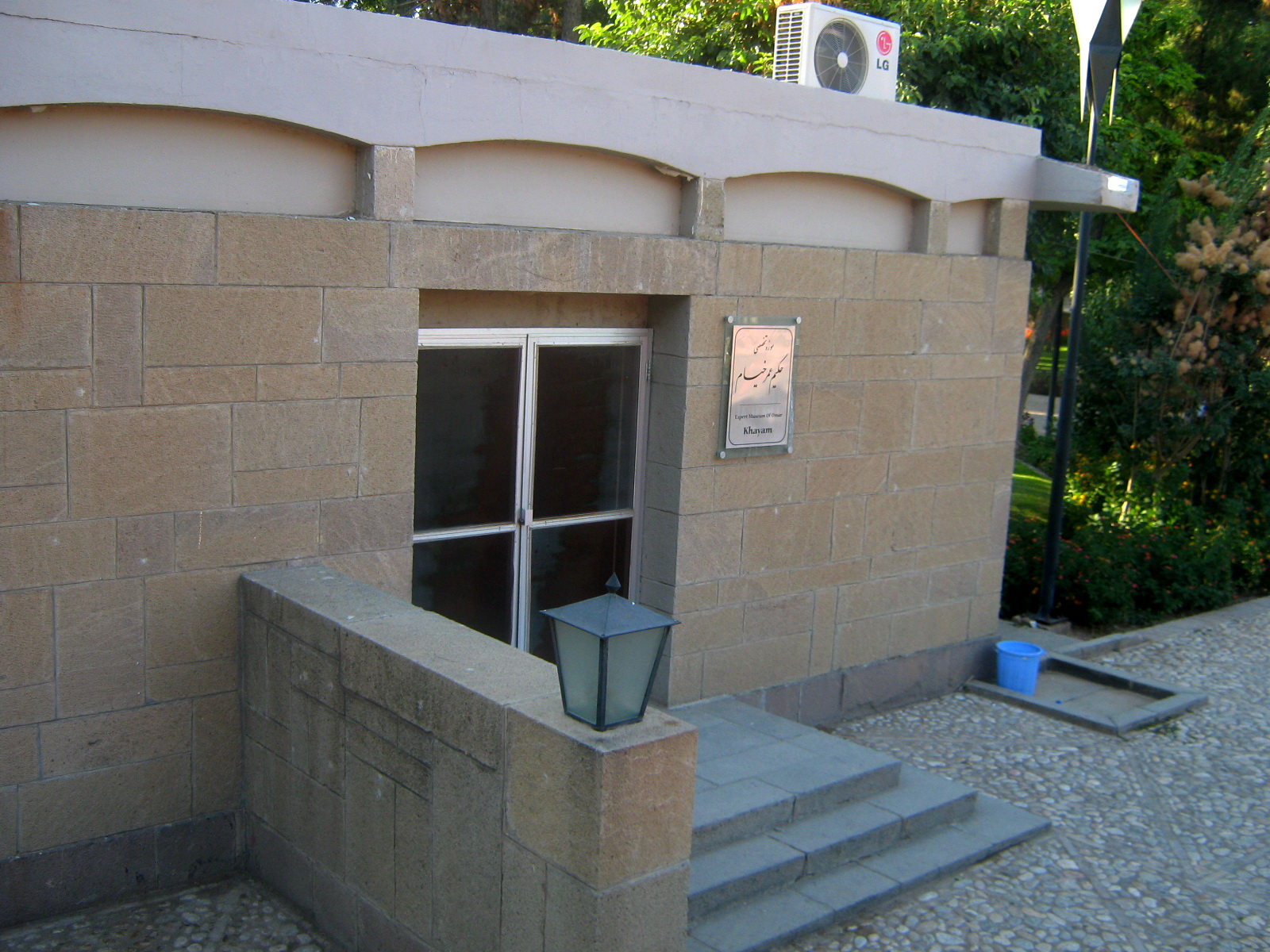
Музей Омара Хайяма
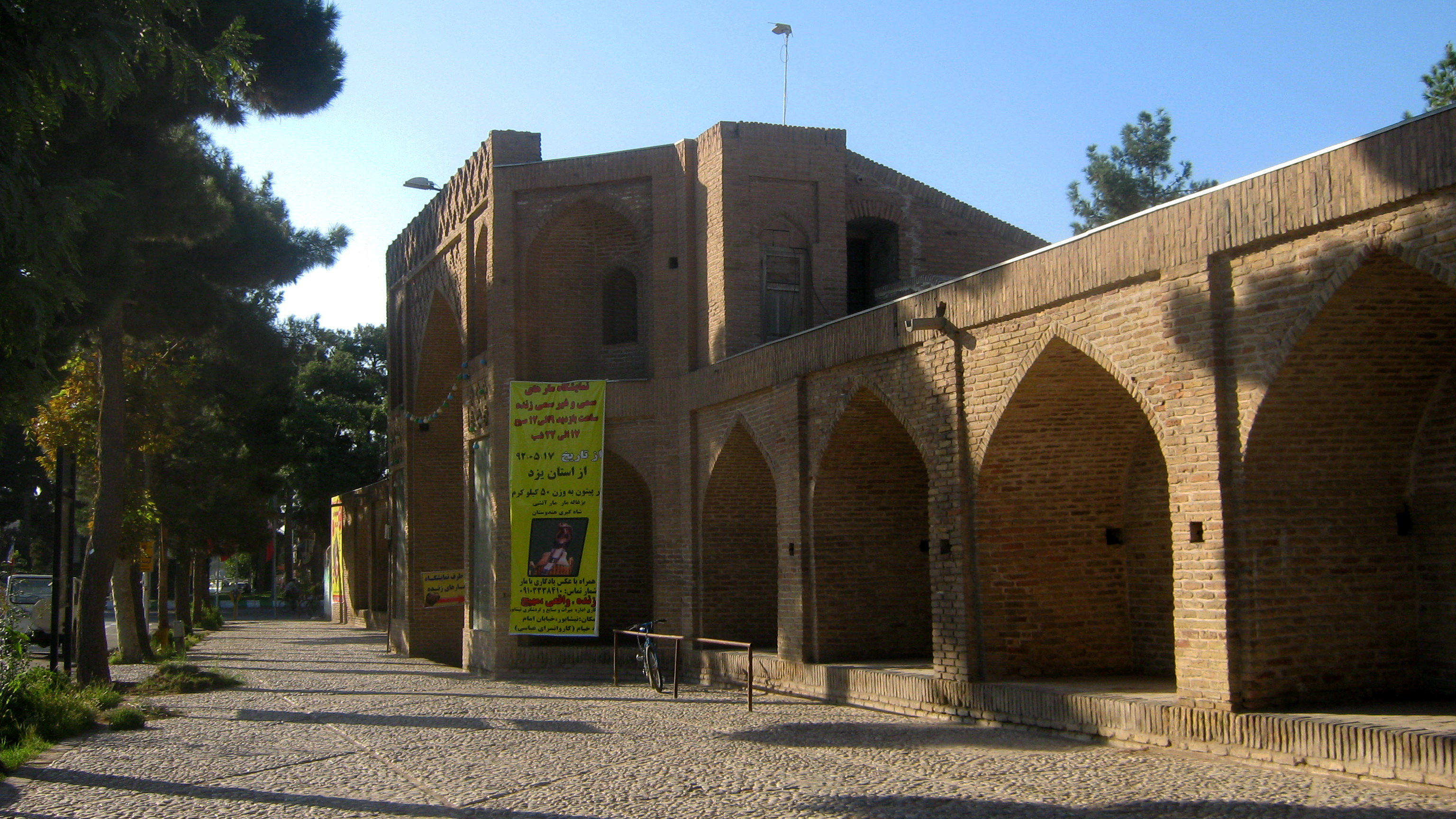
Караван-сарай

## Известные жители
- Абу Саид Фазл-Аллах (967—1049) — поэт-суфий.
- Омар Хайям (1048—1131) — выдающийся поэт, математик, астроном, философ.
- Фарид ад-Дин Аттар (ум. 1221) — поэт-суфий.
- Муслим ибн аль-Хаджадж (822—875) — Имам-Хадисовед.
- аль-Хаким ан-Найсабури — хадисовед, историк.
- Абу Бакр аль-Байхаки — хадисовед.

## Галерея

### Мавзолеи

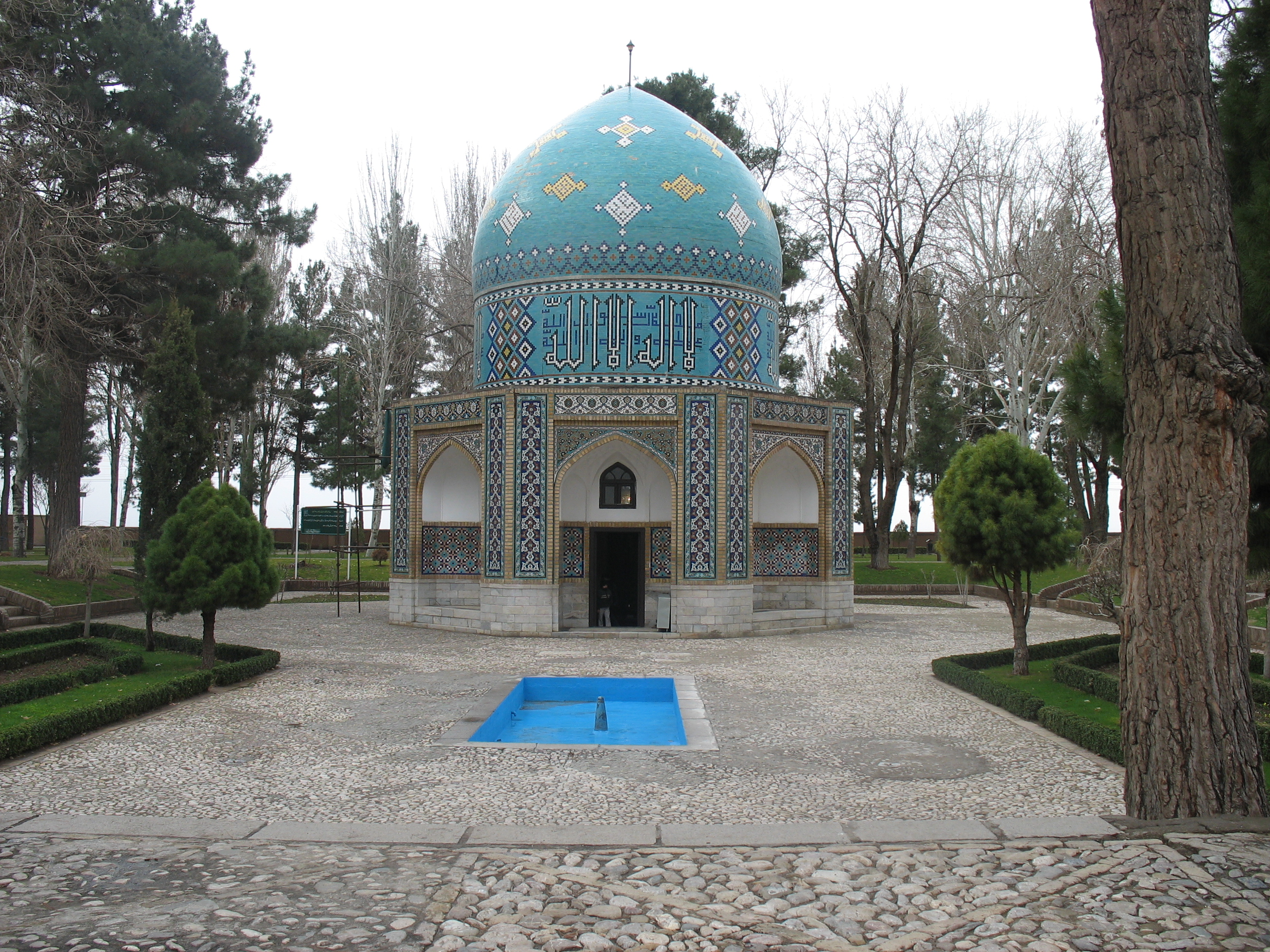
Аттара
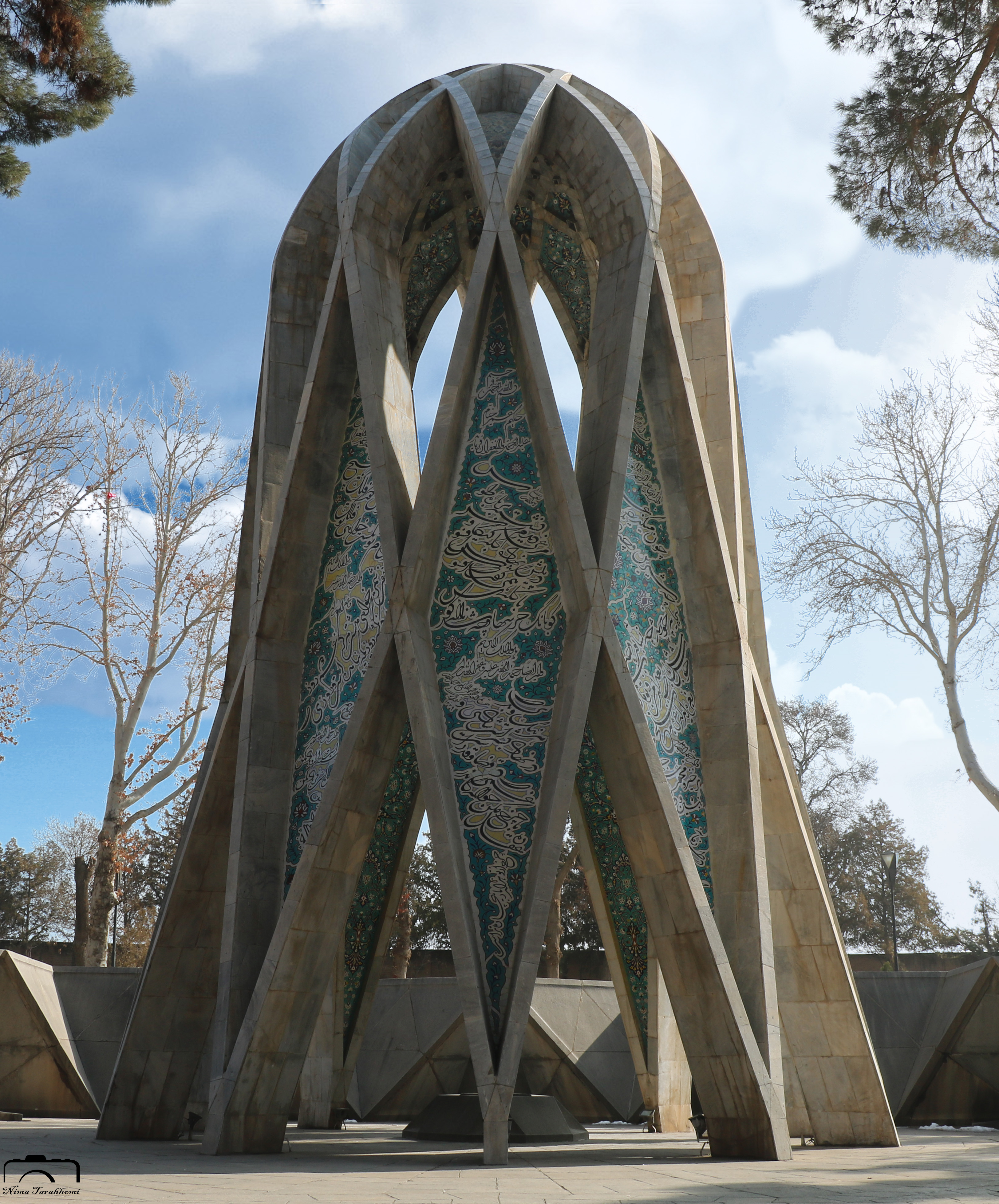
Омара Хайяма
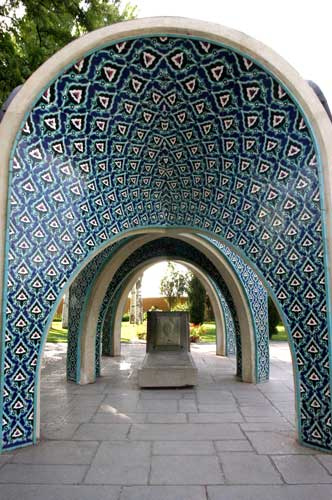
Мухаммеда Махрука